# لسلی اندروز
لسلی اندروز (انگلیسی: Leslie Andrews؛ زادهٔ ۱۸ اوت ۱۹۸۱) یک هنرپیشه، و نویسنده اهل ایالات متحده آمریکا است.